# Râul Ili

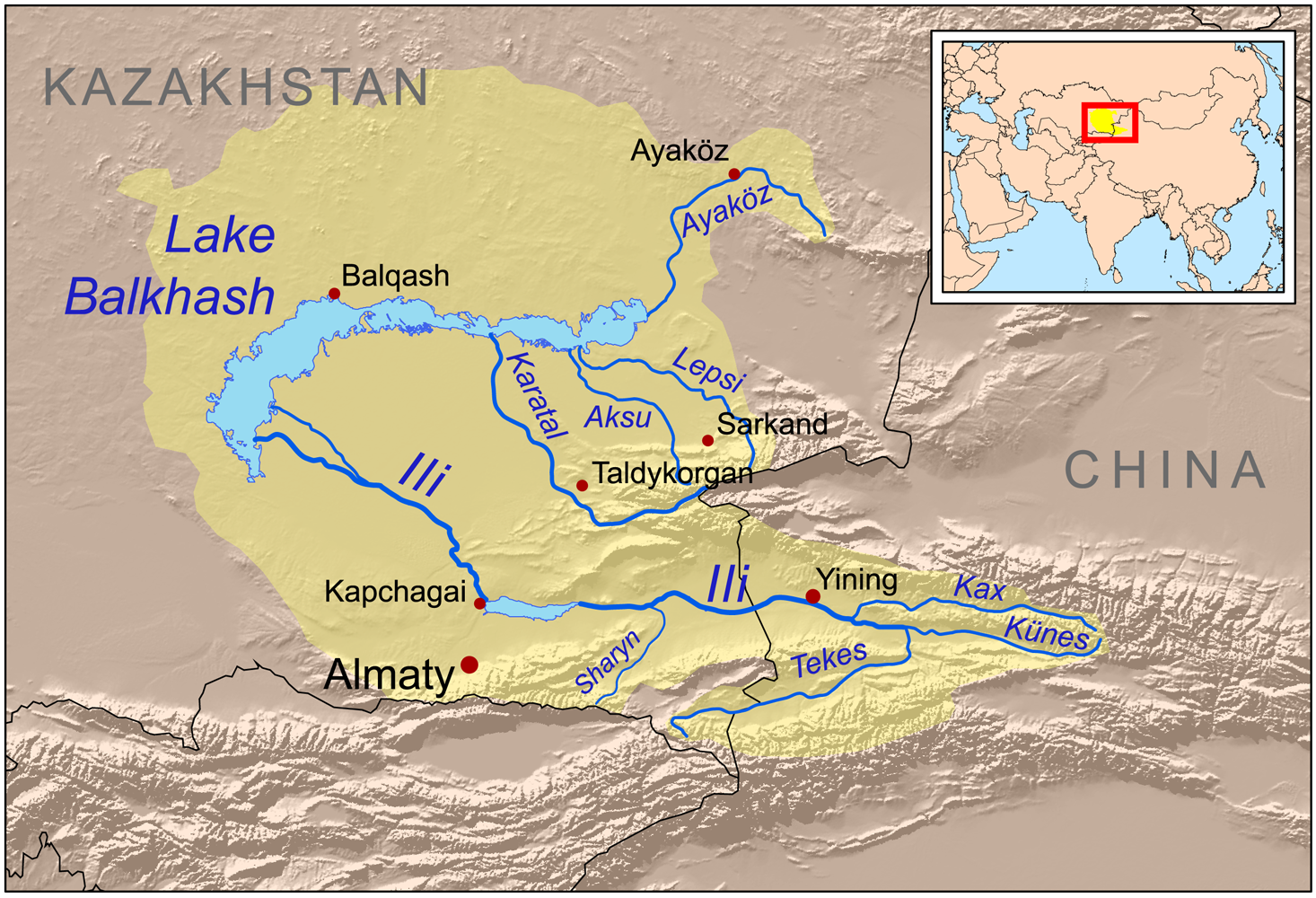
Harta bazinului hidrografic al lacului Balhaș, care arată râul Ili și afluenții săi.

Ili (în uigură ئىلى دەرياسى, transliterat: Ili deryasi 'Ili dəryasi', în kazahă Ile, în ئله, în rusă Или, în dungană, Xiao'erjing : اِلِ حْ, în mongolă Ил) este un râu situat în nord-vestul Chinei și în sud-estul Kazahstanului. El curge din prefectura autonomă Ili Kazah din Regiunea Autonomă Uigură Xinjiang în regiunea Almaty din Kazahstan.
Are 1.439 km lungime (inclusiv râul Tekes), dintre care 815 km se află pe teritoriul Kazahstanului. Râul se formează la confluența râurilor Tekes și Künes din Tian-Șanul de Est. Bazinul râului Ili se găsește între Tian-Șan și Munții Borohoro. La vărsarea sa în lacul Balhaș, Ili formează o deltă mare cu vaste zone umede, cu lacuri, mlaștini și vegetație.

## Galerie

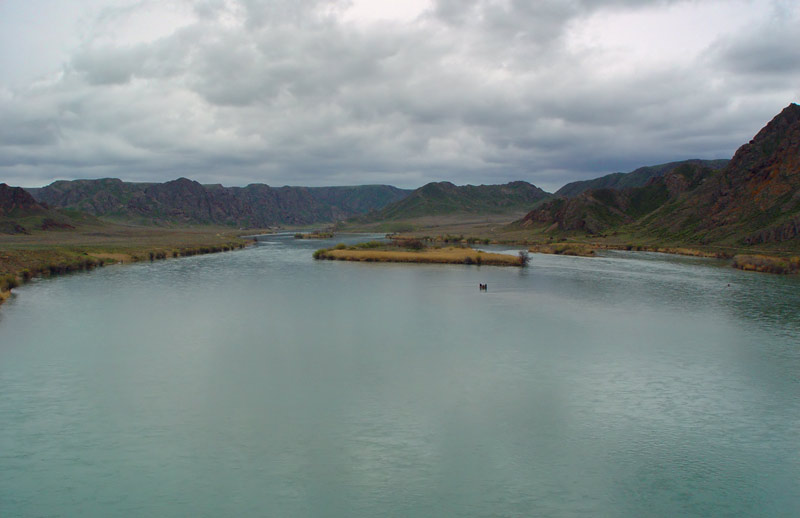
Râul Ili
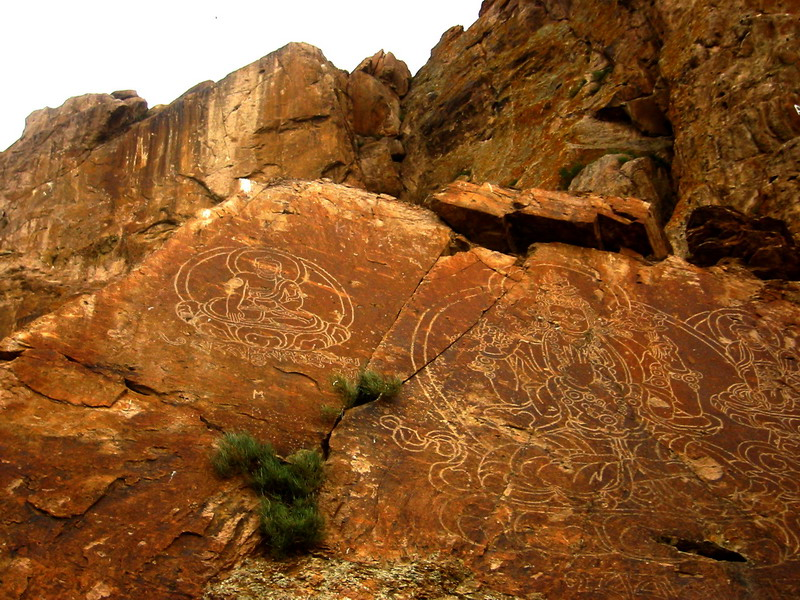
Picturi rupestre budiste pe malul râului Ili
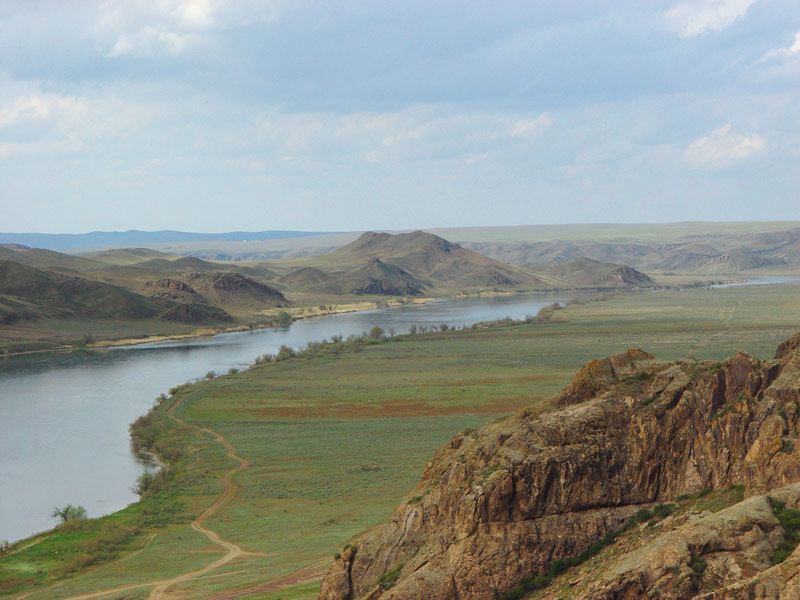
Râul Ili
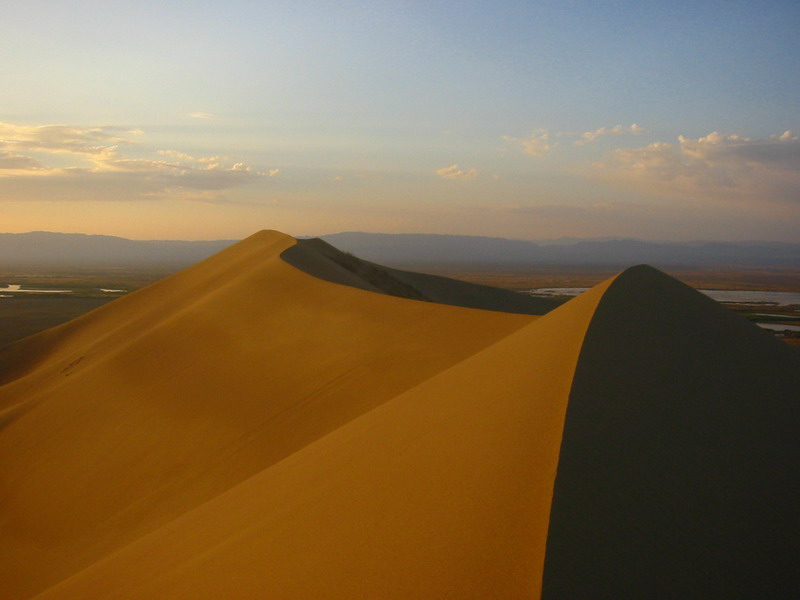
„Duna cântătoare” din Parcul Național Altyn-Emel⁠(d)